# Куппа
Куппа (дарг. Къуппа) — село, центр с/с (с 1921) в Левашинском районе Дагестана.

## География
Село расположено в 21 км к западу от райцентра — села Леваши.

## История
Село известно ещё с XIV века, перед нашествием Тамерлана, принесшего Ислам. Жители Куппа, Аймаки и близ лежащих сел исповедовали христианство халкидонского направления.
Село участвовало в восстании 1877 года (в селе восстание возглавлял Муртазали Мамма). В Куппе оно началось 9 сентября. Здесь сопротивление горцев подавлено 14-15 октября (село взято штурмом).
В годы Гражданской войны село прошло через два памятных события:
- Сражение у Куппинского перевала;
- Куппинская трагедия: в ходе красного террора, в ауле было расстреляно 80 человек, среди них 5 женщин[8].

## Население
| 1888  | 1895  | 1926 | 1939  | 1970 | 1989 | 2002  |
| ----- | ----- | ---- | ----- | ---- | ---- | ----- |
| 1858  | ↘818  | ↗870 | ↗1095 | ↘951 | ↗954 | ↗1210 |
| 2010  | 2021  |      |       |      |      |       |
| ↗1462 | ↗1487 |      |       |      |      |       |

Известные уроженцы
}}

## Этимология
По местному преданию, на самом высоком месте селения был какой-то сводчатый купол, от которого селение получило свое название: кьуппа — купол. По мнению лингвиста М. О Османова, это вторичная, поздняя народная этимология. Основываясь на том, что в самом центре селение обрывается из-за глубокого речного обрыва и что схема построения селения, единство архитектурного ансамбля обеих частей селения, Османов предполагает, что раньше эти половины соединялись между собой над обрывом, а это могло осуществляться только при помощи свода. При возникновении селения был естественный свод и именно над этим предполагаемым сводом находится центр селения, его древнейшая часть. Свод по-даргински — къубба.

## Экономика
Консервный з-д.

## Народные промыслы
Центр производства папах.

## Образование и здравоохранение
- Куппинская средняя школа.[20]
- Куппинская участков больница.[21]

## Достопримечательности и архитектура
Отличается своеобразной планировкой: дома расположены далеко друг от друга.
- В окрестностях села много пещер и гротов (в них добывают мумиё — лечебное средство).
- Городище (Тальку, Хулакар).
- Могильники (на г. Тальку).
- Республиканский палеонтологический музей (около 2 500 экспонатов)[22].

## Интересный факт
Куппа — место съёмок х/ф «Тучи покидают небо» (1959).